# Ered Wethrin
De Ered Wethrin (Nederlands: Schaduwbergen) (Engels: Mountains of Shadow) is in de fictieve wereld Midden-aarde van J.R.R. Tolkien een noordelijke grens van Beleriand. Ten noorden van deze bergen lag het land Hithlum, van waaruit de Hoge Koning van de Noldor Fingolfin het kwaad van Morgoth bestreed.
Het gedeelte van Hithlum direct ten noorden van de Ered Wethrin heette Dor-lomin. Dit is het geboorteland van Túrin Turambar. Wanneer hij 7 jaar is, stuurt zijn moeder Morwen hem, weg van de onderdrukking van de Oosterlingen, over de Ered Wethrin en verder naar koning Thingol in Doriath.